# Списак добитника награде Букер
- 1969: Перси Хауард Њуби, Тражи се одговор
  - Бари Ингланд, Фигуре у пејзажу
  - Николас Мозли, Немогући предмет
  - Ајрис Мердок, Фин и добар
  - Мјуријел Спарк, Слика у јавности
  - Џеј Ем Вилијамс, Од призора као овај
- 1970: Бернис Рубенс, Изабрани члан
  - Еј Ел Бејкер, Тело Џона Брауна
  - Елизабет Боуен, Ева Пастрмка
  - Ајрис Мердок, Брунов сан
  - Вилијам Тревор, Госпођа Екдорф у О’Ниловом хотелу
  - Ти Даблју Вилер, Конјункција
- 1971: Ви Ес Најпол, У слободној држави
  - Томас Килрој, Велика капела
  - Дорис Лесинг, Припрема за пад у пакао
  - Мордекај Ричлер, Коњаник из Сејнт Арбена
  - Дерек Робинсон, Ескадрон снежног сокола
  - Елизабет Тејлор, Госпођа Полфри у Клермонту
- 1972: Џон Берџер, Џ.
  - Сузан Хил, Птица ноћи
  - Томас Кенили, Песан Џимија Блексмита
  - Дејвид Стори, Пасмор
- 1973: Џејмс Гордон Фарел, Заседа у Кришнапуру
  - Берил Бејнбриџ, Кројач
  - Елизабет Мејвор, Зелена равнодневица
  - Ајрис Мердок, Црни принц
- 1974: Надин Гордимер, Конзерватор и Стенли Мидлтон, Празник
  - Кингсли Ејмис, Довршавање
  - Берил Бејнбриџ, Излет у фабрику флаша
  - Си Пи Сноу, За њихову мудрост
- 1975: Рут Правер Џабвала, Жега и прашина
  - Томас Кенили, Оговарања из шуме
- 1976: Дејвид Стори, Савил
  - Андре Бринк, Тренутак у ветру
  - Ар Си Хачинсон, Уздизање
  - Брајан Мур, Лекарева жена
  - Џулијан Ратбон, Краљ рибара живи
  - Вилијам Тревор, Деца Динмута
- 1977: Пол Скот, Ишчекивање
  - Пол Бејли, Исповеди Питера Смарта
  - Каролајн Блеквуд, Велика бака Вебстер
  - Џенифер Џонстон, Сенке на нашој кожи
  - Пенелопи Лајвли, Друм за Ликфилд
  - Барбара Пим, Квартет у јесен
- 1978: Ајрис Мердок, Море, море
  - Кингсли Ејмис, Џејкова ствар
  - Андре Бринк, Гласине кише
  - Пенелопи Фицџералд, Књижара
  - Џејн Гардам, Бог стена
  - Бернис Рубенс, Петогодишња казна
- 1979: Пенелопи Фицџералд, Пучина
  - Томас Кенили, Завереници
  - Ви Ес Најпол, Обала реке
  - Џулијан Ратбон, Џозеф
  - Феј Велдон, Праксис
- 1980: Вилијам Голдинг, Обреди страсти
  - Ентони Берџес, Земне силе
  - Анита Десај, Јасна светлост дана
  - Алис Манро, Просјачка служавка
  - Џулијан О’Фејлен, Нема државе за младе
  - Бари Ансворт, Паскалијево острво
  - Џеј Ел Кар, Месец дана на селу
- 1981: Салман Рушди, Деца поноћи
  - Моли Кин, Добро понашање
  - Дорис Лесинг, Сиријски експерименти
  - Ијан Макјуан, Утеха странца
  - Ен Шле, Путовање по Рајни
  - Мјуријел Спарк, Тумарање с циљем
  - Ди Ем Томас, Бели хотел
- 1982: Томас Кенили,  Шиндлерова листа
  - Џон Арден, Мук међу оружјем
  - Вилијам Бојд, Сладоледни рат
  - Лоренс Дарел, Констанс или усамљеност
  - Алис Томас Елис, 27. краљевство
  - Тимоти Мо, Кисела сласт
- 1983: Џон Максвел Куци, Живот и доба Мајкла К.
  - Малком Бредбери, Валутни курсеви
  - Џон Фулер, Лет за Недођију
  - Анита Мејсон, Опсенар
  - Салман Рушди, Срамота
  - Грејам Свифт, Земља воде
- 1984: Анита Брукнер, Хотел на језеру
  - Џеј Џи Балард, Царство сунца
  - Џулијан Барнс, Флоберов папагај
  - Анита Десај, Под присмотром
  - Пенелопи Лајвли, По Марковим речима
  - Дејвид Лоџ, Мали свет
- 1985: Кери Хјум, Народ костију
  - Питер Кари, Преварант
  - Џеј Ел Кар, Битка за Полоков прелаз
  - Дорис Лесинг, Добри терориста
  - Џен Морис, Последња писма из Хава
  - Ајрис Мердок, Добри приправник
- 1986: Кингсли Ејмис, Стари ђаволи
  - Маргарет Атвуд, Слушкињина прича
  - Пол Бејли, Гејбријелова тужбалица
  - Робертсон Дејвис, Чему хлеб у кости
  - Казуо Ишигуро, Вештак плутајућег света
  - Тимоти Мо, Себичност
- 1987: Пенелопи Лајвли, Месечев тигар
  - Чинуа Ачебе, Мравињаци у савани
  - Питер Акројд, Чатертон
  - Нина Боден, Кругови обмане
  - Брајан Мур, Боја крви
  - Ајрис Мердок, Књига и братство
- 1988: Питер Кари, Оскар и Лусинда
  - Брус Чатвин, Ац
  - Пенелопи Фицџералд, Почетак пролећа
  - Дејвид Лоџ, Добар посао
  - Салман Рушди, Сатански стихови
  - Марина Ворнер, Изгубљени отац
- 1989: Казуо Ишигуро, Остаци дана
  - Маргарет Атвуд, Мачје око
  - Џон Банвил, Записник
  - Сибил Бедфорд, Загонетка
  - Џејмс Келман, Незадовољство
  - Роуз Тремејн, Обнова
- 1990: Антонија Сузан Бајат, Занесеност
  - Берил Бејнбриџ, Невероватно велика авантура
  - Пенелопи Фицџералд, Анђеоска врата
  - Џон Магаерн, Међу женама
  - Брајан Мур, Лажи тишине
  - Мордекај Ричлер, Соломон Гарски је био овде
- 1991: Бен Окри, Гладни друм
  - Мартин Ејмис, Временска стрела
  - Роди Дојл, Комби
  - Рохинтон Мистри, Тако дуго путовање
  - Тимоти Мо, Вишак храбрости
  - Вилијам Тревор, Читајући Тургењева (из Два живота)
- 1992: Мајкл Ондатје, Енглески пацијент и Бари Ансворт, Света глад
  - Кристофер Хоуп, Кућа спокоја
  - Патрик Макејб, Мали касапин
  - Ијан Макјуан, Црни пси
  - Мишел Робертс, Кћерке куће
- 1993: Роди Дојл, Пади Кларк хa, хa, ха
  - Тибор Фишер, Под жабом
  - Мајкл Игнатијеф, Изгребана свила
  - Дејвид Малуф, Сећање на Вавилон
  - Карил Филипс, Прелазак реке
  - Карол Шилдс, Камени дневници
- 1994: Џејмс Келман, Касно, баш касно
  - Ромеш Гунесекера, Хрид
  - Абдулразак Гурна, Рај
  - Алан Холингхерст, Пресавијена звезда
  - Џорџ Макај Браун, Иза океана времена
  - Џил Пејтон Волш, Знање анђела
- 1995: Пат Баркер, Друм утвара
  - Џастин Картрајт, У сваком лицу које срећем
  - Салман Рушди, Мавров последњи уздах
  - Бари Ансворт, Комад о моралу
  - Тим Винтон, Отимачи
- 1996: Грејам Свифт, Последње заповести
  - Маргарет Атвуд, Алијас Грејс
  - Берил Бејнбриџ, Сваки човек за себе
  - Шејмус Дин, Читање у мраку
  - Шина Макај, Водењак у пламену
  - Рохинтон Мистри, Фина равнотежа
- 1997: Арундати Рој, Бог малих ствари
  - Џим Крејс, Карантин
  - Мик Џексон, Човек из подземља
  - Бернард Маклаверти, Љупке белешке
  - Тим Паркс, Европа
  - Мадлин Сент Џон, Бит ствари
- 1998: Ијан Макјуан, Амстердам
  - Берил Бејнбриџ, Господар Џорџи
  - Џулијан Барнс, Енглеска, Енглеска
  - Мартин Бут, Индустрија душа
  - Патрик Макејб, Доручак на Плутону
  - Магнус Милс, Кроћење звери
- 1999: Џон Максвел Куци, Срамота
  - Анита Десај, Гозба и пост
  - Мајкл Фрејн, Стрмоглаво
  - Ендру О’Хејган, Наши очеви
  - Ахдаф Суиф, Мапа љубави
  - Колм Тојбин, Брод-светионик на црној води
- 2000: Маргарет Атвуд, Слепи убица
  - Треза Азопарди, Скровиште
  - Мајкл Колинс, Истинољупци
  - Казуо Ишигуро, Кад смо били сирочићи
  - Метју Нил, Енглески пролазници
  - Брајан О’Доерти, Смена оца Мегивија
- 2001: Питер Кари, Истинита прича о Келијевој банди
  - Ијан Макјуан, Искупљење
  - Ендру Милер, Кисеоник
  - Дејвид Мичел, број9сан
  - Рејчел Сајферт, Мрачна соба
  - Али Смит, Хотелски свет
- 2002: Јан Мартел, Пијев живот
  - Рохинтон Мистри, Породичне ствари
  - Карол Шилдс, Све док
  - Вилијам Тревор, Прича о Луси Голт
  - Сара Вотерс, Рукотворац
  - Тим Винтон, Прљава музика
- 2003: ДБС Пјер, Вернон Господ Литл
  - Моника Али, Стаза од цигле
  - Маргарет Атвуд, Орикс и Крејк
  - Дејмон Галгут, Добри доктор
  - Зои Хелер, Записи о скандалу
  - Клер Морал, Запањујуће капљице боје
- 2004: Алан Холингхерст, Нит лепоте
  - Ахмат Дангор, Горко воће
  - Сара Хол, Електрични Микеланђело
  - Дејвид Мичел, Атлас облака
  - Колм Тојбин, Господар
  - Џерард Вудворд, Отићи ћу на спавање у поноћ
- 2005: Џон Банвил, Море
  - Џулијан Барнс, Артур и Џорџ
  - Себастијан Бари, Дуги, дуги пут
  - Казуо Ишигуро, Немој никад допустити да одем
  - Али Смит, Случајност
  - Зејди Смит, О лепоти
- 2006: Киран Десај, Наслеђивање губитка
  - Кејт Гренвил, Тајна река
  - Ем Џеј Хајланд, Довези ме доле
  - Хишам Матар, У земљи мушкараца
  - Едвард Сент Обин, Мајчино млеко
  - Сара Вотерс, Ноћна стража
- 2007: Ен Енрајт, Окупљање
  - Никола Баркер, Мрачни људи
  - Мозин Хамид, Невољни фундаменталист
  - Лојд Џоунс, Господин Пип
  - Ијан Макјуан, На плажи Чесил
  - Индра Сина, Животињски људи
- 2008: Аравинд Адига, Бели тигар
  - Себастијан Бари, Тајни спис
  - Амитав Гош, Море макова
  - Линда Грант, Одећа на њиховим леђима
  - Филип Хеншер, Северни Клеменс
  - Стив Толц, Део целине
- 2009: Хилари Мантел, Вучје легло
  - А. С. Бајат, Дечја књига
  - Џ. М. Куци, Летње доба
  - Адам Фолдс, Убрзавајући лавиринт
  - Сајмон Мор, Стаклена соба
  - Сара Вотерс, Мали странац
- 2010: Хауард Џејкобсон, Финклерово питање
  - Питер Кери, Папагај и Оливије у Америци
  - Ема Донохју, Соба
  - Дејмон Галгут, У чудној соби
  - Андреа Леви, Дуга песма
  - Том Макарти, Ц
- 2011: Џулијан Барнс, Ово личи на крај
  - Керол Бирч, Џамрахова менажерија
  - Патрик ДеВит, Браћа Систерс
  - Еси Едугијан, Полукрвни блуз
  - Стивен Келман, Голубији енглески
  - Е. Д. Милер, Капљице снега
- 2012: Хилари Мантел, Лешеве на видело[1]
  - Дебора Леви, Swimming Home
  - Алисон Мур, The Lighthouse
  - Вил Селф, Umbrella
  - Тан Тван Енг, Врт вечерњих магли
  - Џит Тејил, Narcopolis
- 2013: Еленор Катон, Видела
  - Новајолет Булавајо, We Need New Names
  - Џим Крејс, Harvest
  - Ђампа Лахири, Сунце у њеној коси
  - Рут Озеки, Прича за биће времена
  - Колум Тоубин, The Testament of Mary
- 2014: Ричард Фланаган, Уска стаза ка далеком северу[2]
  - Џошуа Ферис, To Rise Again at a Decent Hour
  - Карен Џој Фаулер, We Are All Completely Beside Ourselves
  - Хауард Џејкобсон, J
  - Нил Мукерџи, The Lives of Others
  - Али Смит, Како бити обоје
- 2015: Марлон Џејмс, A Brief History of Seven Killings
  - Том Макарти, Satin Island
  - Чигози Обиома, Рибари
  - Санџив Сахота, The Year of the Runaways
  - Ен Тајлер, Калем плавог конца
  - Ханја Јанагихира, A Little Life
- 2016: Пол Бити, Продана душа[3]
  - Дебора Леви, Hot Milk
  - Грејем Макра Барнет, His Bloody Project
  - Отеса Мошфа, Eileen
  - Дејвид Салај, All That Man Is
  - Медлин Тјен, Do Not Say We Have Nothing
- 2017: Џорџ Сондерс, Линколн у барду[4]
  - Пол Остер, 4 3 2 1
  - Емили Фридлунд, History of Wolves
  - Мохсин Хамид, Exit West
  - Фиона Мозли, Elmet
  - Али Смит, Autumn
- 2018: Ана Барнс, Milkman
  - Еси Едугјан, Washington Black
  - Дејзи Џонсон, Everything Under
  - Рејчел Кушнер, Марсова соба
  - Ричард Пауерс, The Overstory
  - Робин Робертсон, The Long Take
- 2019: Маргарет Атвуд, Сведочанства и Бернардин Еваристо Girl, Woman, Other[5]
  - Луси Елман, Ducks, Newburyport
  - Чигози Обиома, An Orchestra of Minorities
  - Салман Ружди, Quichotte
  - Елиф Шафак, 10 Minutes 38 Seconds In This Strange World

Године 1993. награда „Букер свих Букера“ додељена је Салману Рушдију за роман Деца поноћи (добитник награде „Букер“ 1981) који је проглашен најбољим награђеним романом у првих 25 година постојања награде. Иста награда додељена је и 2008. године, поводом 40 година постојања награде, и поново је додељена истом роману.